# Fairchild XC-120 Packplane
Fairchild XC-120 Packplane – doświadczalny amerykański samolot transportowy, testowany na początku lat 50. XX wieku.
XC-120 został opracowany na potrzeby wojskowe, a jego zadaniem było zaopatrywanie oddziałów, choć w dalszej perspektywie planowano także zastosowania cywilne. Konstrukcja samolotu powstała w oparciu o model C-119 Flying Boxcar, który zmodyfikowano poprzez wyposażenie go w odpinany przedział ładunkowy w formie kontenera.
Zbudowany został tylko jeden egzemplarz, który następnie zniszczono.